# Vandamia lightfooti
Vandamia lightfooti is een vlinder uit de familie visstaartjes (Nolidae). De wetenschappelijke naam van deze soort is voor het eerst geldig gepubliceerd in 1933 door van Son.
De soort komt voor in tropisch Afrika.